# Listă de personalități din Stockholm
Această listă de personalități marcante din Stockholm cuprinde o enumerare alfabetică a celor mai reprezentative persoane al căror nume este legat de capitala Suediei.

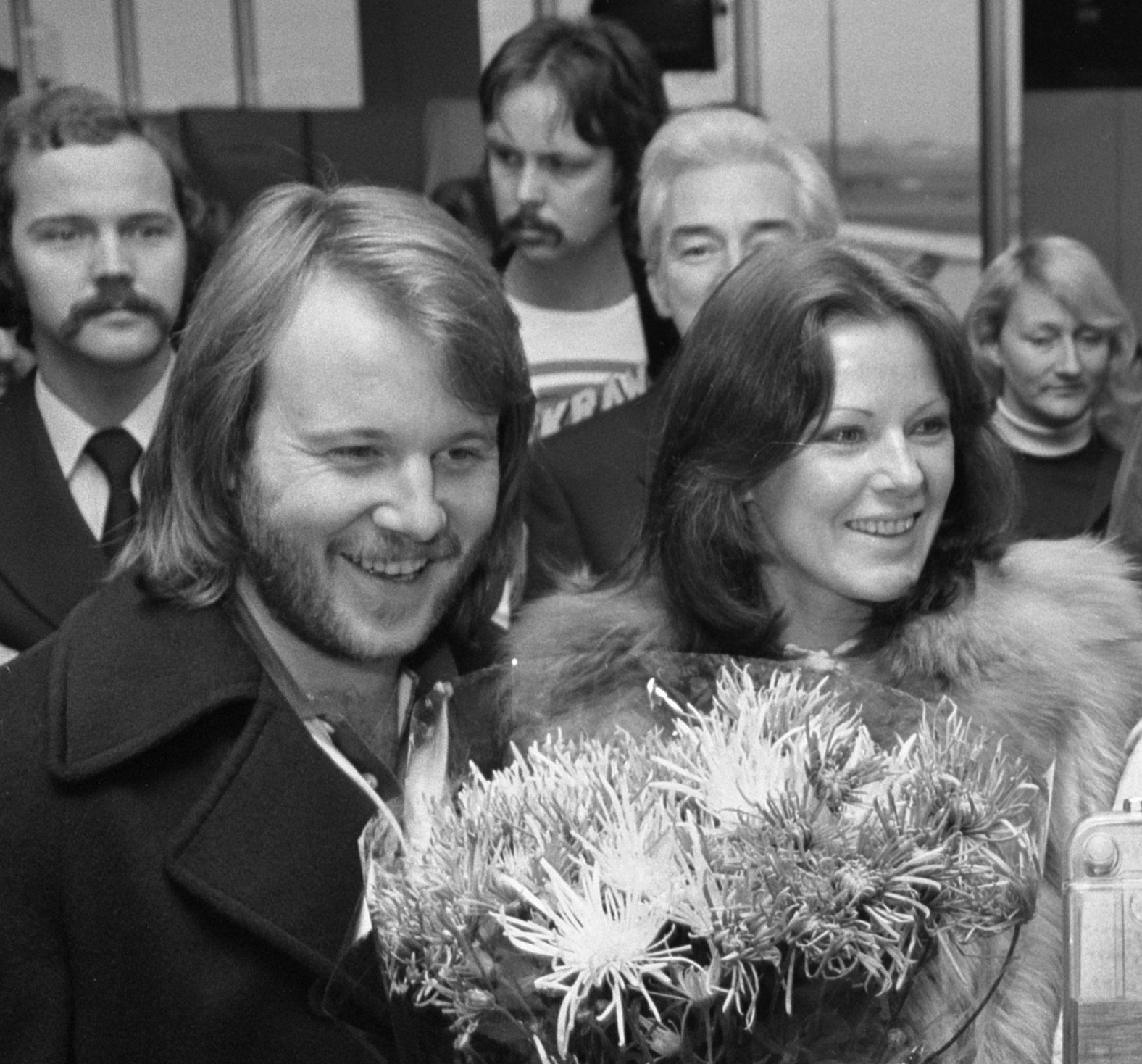
Benny Andersson (1976) (stânga), membru al formației ABBA

- Hugo Alfvén (1872 - 1960), compozitor, dirijor;
- Benny Andersson (n. 1946), muzician, membru al grupului ABBA;
- Harriet Andersson (n. 1932), actriță;
- Carl Michael Bellman (1740 - 1795), compozitor, poet;

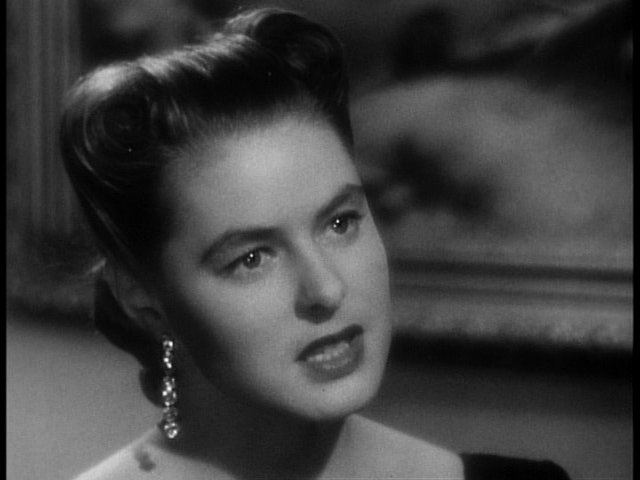
Ingrid Bergman în 1946

- Ingrid Bergman (1915 - 1982), actriță, laureată cu trei premii Oscar;
- Folke Bernadotte (1895 - 1948), conte, diplomat;
- Robyn (n. 1979), cântăreață;
- Jenny Berthelius (n. 1923), scriitor;
- Franz Berwald (1796 - 1868), compozitor;
- Johan Fredrik Berwald (1787 - 1861), violonist, compozitor, dirijor;
- August Blanche (1811 - 1868), jurnalist, om politic;
- Joakim Bonnier (1930 - 1972), pilot de Formula 1;

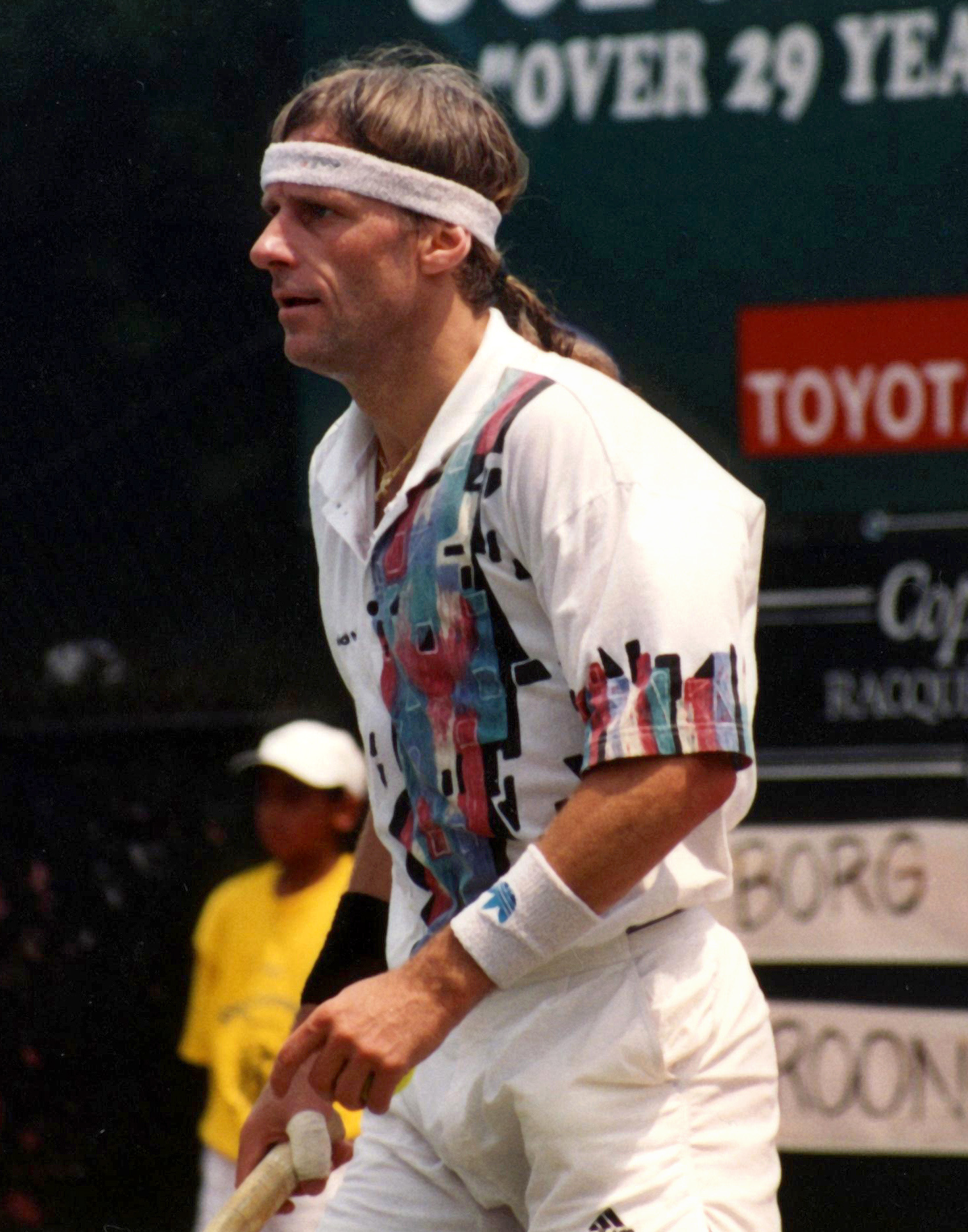
Björn Borg în 1991

- Björn Borg (n. 1956), jucător de tenis;
- Cristina a Suediei (1626 - 1689), regină a Suediei;
- Britt Ekland (n. 1942), actriță;
- Eric al XIV-lea (1533 - 1577), rege al Suediei;
- Rebecca Ferguson (n. 1983), actriță
- Erik Ivar Fredholm (1866 - 1927), matematician;
- Greta Garbo (1905 - 1990), actriță;
- Anders Gärderud (n. 1946), atlet;
- Peter Haber (n. 1952), actor;
- Gustav Adolf (1594 - 1632), rege al Suediei;
- Gustav al III-lea (1746 - 1792), rege al Suediei;
- Gustav al IV-lea (1778 - 1837), rege al Suediei;
- Gustaf al VI-lea Adolf (1882 - 1973), rege al Suediei;
- Svante Pääbo (n. 1955), genetician, Premiul Nobel pentru Medicină;
- Darin (n. 1987), cântăreț;
- Rebecca Peterson (n. 1995), tenismenă.